# Znanstvena klasifikacija živih bitij
Znanstvena klasifikacija ali biološka klasifikacija pomeni razvrščanje živih bitij po znanstvenih merilih. Imenujemo  jo lahko tudi znanstvena taksonomija, pri čemer pa jo je treba ločevati od ljudske taksonomije, ki nima znanstvene osnove. Sodobna klasifikacija temelji na delu Linneja, ki je vrste razvrščal po skupnih telesnih značilnostih. Te skupine so bile z namenom večje skladnosti z darvinističnim načelom skupnega prednika pozneje še večkrat popravljene. Danes popravki temeljijo predvsem na molekularni sistematiki, ki kot podatke uporablja zaporedja DNA. Znanstvena klasifikacija spada v okvir taksonomije oziroma biološke sistematike. 

## Zgodnji sistemi

### Od antike do vključno srednjega veka
Današnji sistemi razvrščanja oblik življenja izvirajo iz razmišljanja grškega filozofa Aristotela, ki je v svojih metafizičnih delih objavil prvo znano klasifikacijo. To je sistem, ki je dal take besede, kot so »substanca«, »vrste« in »rod« in jih je v spremenjeni in manj splošni obliki obdržal tudi Linnaeus.
Aristotel je proučeval tudi živali in jih razvrstil glede na metodo razmnoževanja, kot je to kasneje storil tudi Linnaeus z rastlinami. Aristotelova klasifikacija živali je postala z novimi spoznanji navsezadnje zastarela in pozabljena.
Aristotel v Kategorijah eksplicitno loči substance v prvotne oziroma individualne substance, ki zajemajo individualne stvari oziroma entitete (ta človek, ta konj). Te posamezne stvari pripadajo drugi vrsti substanc, to so sekundarne ali drugotne substance, ki ju sestavljata vrsta (človek nasploh) in rod (živo bitje), tj. individualni človek je prisoten v vrsti človek nasploh in rod te vrste je živo bitje.
Bitnost je to, kar se kaže kot najbolj pomembno, prvotno in najvišje, ter se niti ne kaže do nekega osebka niti ni v nekem osebku, na primer neki človek ali neki konj. Kot drugotne bitnosti se imenujejo vrste, v katerih je prisotno to kar se imenuje prvotnim bitnostim, te in njihovi rodovi. Na primer neki človek je prisoten v vrsti, človeku, a rod te vrste je živo bitje. Torej te se bitnosti imenujejo drugotne, na primer človek in živo bitje.— Aristotel, Kategorije, 2a12
Aristotlove kategorije so najvišji in najsplošnejši rodovni pojmi, ki se jih lahko izlušči iz vsakega pojma. Aristotel jih v svojem delu Kategorije našteje deset - substanca (človek, konj) in devet "naključij", ki jih mora substanca vsebovati, t.j kvantiteta (starost dvajset let), kvaliteta (bel), razmerje: (dvojni, večji), mesto (na trgu), čas (včeraj), položaj (leži), imetje ali stanje (oborožen), delovanje: lovi, pasivnost ali trpnost (je sežgan). Substance so posamezne samo eksistirajoče entitete; naključja so le znotraj njih: kvaniteta, kvaliteta, mesto v prostoru, čas itd.
Sholastika v srednjem veku se je soočala s problemom "bitnosti". Tomaž Akvinski je Aristotlove nauke močno spremenil in združil s krščansko dogmo.

### Od renesanse do vključno razsvetljenstva
Velik napredek je storil švicarski zdravnik in naravoslovec Conrad Gesner (1516–1565). Njegov cilj je bil sestaviti pregled vsega tedanjega znanja na svetu. Njegove knjige so nekakšna zbirka podatkov o živalih in rastlinah. Gesner je odgovoren za prvi botanični zapis o cvetočih tulipanih v zahodnim svetu. Za tulipan zapisal, da »ima en velik rdeč cvet, ki je podoben rdeči liliji«. Njegova risba tulipana, ki je bila natisnjena v knjigi iz leta 1561, velja za prvo upodobitev v zahodni Evropi.
Raziskovanje Novega sveta je prineslo večje število novih rastlin in živali, ki so potrebovale opis in klasifikacijo. Starejši sistemi so oteževali študij in umeščanje teh novih primerkov v zbirko in pogosto je ista rastlina ali žival dobila različna imena le zato, ker je bilo število vrst preveliko. Sistem je potreboval razvrščanje primerkov po skupinah, tako da bi jih bilo lažje najti; binomski sistem je bil ravzit na osnovi morfologije s skupinami s podobnim videzom. V drugem delu 16. stoletja in na začetku 17.-tega se je začela temeljita študija živali, ki je najprej vodila k podobnim vrstam in se je postopoma razširila dokler ni ustvarila dovolj veliko bazo znanja, ki je služila klasifikaciji kot osnova za anatomske značilnosti. Napredek pri uporabi tega znanja pri razvrščanju živih bitij je rezultat raziskav anatomov kot so Fabricius (1537–1619), Petrus Severinus (1580–1656), William Harvey (1578–1657) in Edward Tyson (1649–1708). Napredek v klasifikaciji zaradi dela entomologov in prvih mikroskopistov je rezultat raziskav ljudi kot so Marcello Malpighi (1628–1694), Jan Swammerdam (1637–1680) in Robert Hooke (1635–1702). Lord Monboddo (1714–1799) je bil eden izmed zgodnjih abstraktnih mislecev, katerih dela ponazarjajo znanje o odnosih med vrstami in je že nakazal teorijo evolucije.

### Zgodnji »metodisti«
Od poznega 15-stoletja je večje število avtorjev postalo zaskrbljenih zaradi tako imenovanih »metodistov« (methodus=metoda). Avtorjem metoda pomeni razvrščanje mineralov, rastlin in živali glede na načela logične razdelitve. Izraz »metodisti« je uporabil Carolus Linnaeus v svoji Bibliotheca Botanica za označitev avtorjev, ki skrbijo za načela razvrščanja (v nasprotju z »zbiralci«, ki v osnovi ukvarjajo le z opisi rastlin in se ne menijo za njihovo umestitev v rodove, itd.). Pomembnejši zgodnji »metodisti« so bili italijanski filozof, zdravnik in botanik Andrea Caesalpino, angleški naravoslovec John Ray, nemški zdravnik in botanik Augustus Quirinus Rivinus in francoski zdravnik, botanik in popotnik Joseph Pitton de Tournefort.
Andrea Caesalpino (1519–1603) je v svoji De plantis libri XVI (1583) predlagal prvo sistematično klasifikacijo rastlin ter botaniko utemeljil kot samostojno znanost. Glede na zgradbo stebla in fruktifikacijo (nastajanje plodu pri rastlinah) je razdelil rastline v petnajst »višjih rodov«.
John Ray (1627–1705) je bil angleški naravoslovec, ki je objavil pomembna dela o rastlinah, živalih in o naravni teologiji. Pristop pri klasifikaciji rastlin v Historia Plantarum je napravil pomemben korak naprej proti moderni taksonomiji. Sistem je postavil na večjem številu znakov (veg. organi, reprod. organi), a ni uporabljal binarne nomenklature ampak dolge opise.
Oba Caesalpino in Ray sta uporabljala tradicionalna imena rastlin in zato ime rastline ni odražalo svojega taksonomskega položaja (tj., čeprav sta jablana in breskev pripadala različnima "višjima rodovoma" John Rayevi methodus, sta oba obdržala tradicionalni imeni Malus in Malus Persica). Korak naprej sta storila Rivinus in Pitton de Tournefort, ki sta rod napravila kot ločeno kategorijo znotraj taksonomske hierarhije in predstavila sta način poimenovanja rastlin glede na svoj rod.
Augustus Quirinus Rivinus (1652–1723) je svojo klasifikacijo rastlin zasnoval glede na značilnosti cvetov in uvedel kategorijo rod (podobno »višjim« rodovom John Raya in Andrea Caesalpino). Bil je prvi, ki je ukinil razdelitev rastlin na zelišča in drevesa. Vztrajal je, da mora prava metoda razvrščanja temeljiti le na delih rastline za fruktifikacijo. Rivinus je za določitev redov in rodov v glavnem uporabljal dihotomne ključe. Njegova metoda poimenovanja vrst je bila podobna metodi Joseph Pitton de Tourneforta. Imena vseh rastlin, ki pripadajo istemu rodu, naj bi se začele z isto besedo (rodovno ime). V rodu, ki vsebuje več kot eno vrsto, je prva vrsta imenovana le z rodovnim imenom, medtem ko so druga, tretja itd. imenovane s kombinacijo rodovnega imena in razločevalne lastnosti (differentia specifica).
Joseph Pitton de Tournefort (1656–1708) je predstavil še bolj zahtevno hierarhijo razreda, sekcije, reda, roda in vrste. Z uporabo skupnega latinskega imena za rod, ki mu sledi nekaj opisnih besed za vrsto differentia specifica, je naredil tudi velik korak v razvoju poimenovanja rastlin z dvema latinskima besedama in tako tlakoval pot švedskemu botaniku Carlu von Linneju.

### Kraljestva in domene
Že zgodaj pred Linéjem so rastline in živali ločevali v svoji lastni kraljestvi. Liné je ta pojem uporabil kot najvišjo raven in svet razdelil v rastlinsko, živalsko in rudninsko kraljestvo. Z razvojem mikroskopije je prišlo do vprašanja, kako razvrstiti mikroorganizme in s tem do predlogov za nova kraljesta, to je  do sistemov z najbolj običajno s petimi ali šestimi kraljestvi.
Domene predstavljajo razmeroma novo obliko razvrščanja. Sistem s tremi domenami so najprej predlagali 1990, na splošno pa so ga prejeli kasneje. Ena glavnih značilnosti metode s tremi domenami je delitev v arheje in bakterije, ki se jih je dotlej vodilo v eni sami skupini (kraljestvo, ki so ga včasih imenovali monera). Tako se dandanes svet živih bitij deli v arheje, bakterije in eukariote (ki ga sestavljajo eukarioti z jedrom).  Majhna manjšina znanstvenikov dodaja arheje kot šesto kraljevstvo, vendar metode z domenami ne sprejema. 
Thomas Cavalier-Smith, avtor številnih člankov o razvrščanju enoceličarjev, je pred kratkim predlagal klades Neomura, ki združuje arheje in eukariote in ki naj bi nastal iz  bakterij, točneje iz aktinobakterij. Po njegovi klasifikaciji iz 2004 so arhebakterije del podkraljestva, ki spada v kraljestvo bakterij, t. j. sistem treh domen zavrača v celoti.
Stefan Luketa je leta 2012 predlagal sistem petih "dominijev", trem tradicionalnim domenam je dodal prionobiote (neceličarje brez nukleinske kisline) in virusobiote (neceličarje z nukleinsko kislino).

### Linnejeva taksonomija
Najbolj znano delo Carla Linnéja, Systema Naturae (1. izd. 1735), je za časa njegovega življenja doživela dvanajst izdaj. V tem delu, je naravo razdelil v tri kraljestva: kamnine, rastline in živali. Linné je uporabil pet kategorij: razred, red, rod, vrst in različica (varieteta).
Opustil je dolga opisna imena razredov in redov, ki sta jih uporabljala neposredna predhodnika  (Rivinus in Pitton de Tournefort) in jih nadomestil z enobesednimi imeni, rodove je podrobno opisal (characteres naturales), številne varietete pa je združil v svoje vrste in na ta način rešil botaniko pred kaosom novih vrst, ki jih ustvarjajo hortikulturniki.
Linné je najbolj poznan po svoji metodi, ki se še vedno uporablja za določanje znanstvenega imena vrst. Pred Linnéjem so uporabljali večbesedna imena (sestavljena iz rodovnega imena in z differentia specifica), toda ker so ta imena podajala opis vrste, le-ta niso bila stalna. V svoji Philosophia Botanica (1751) je Linnaeus z ukinitvijo retorike izboljšal razporeditev in skrajšal dolžino večbesednih imen, uvedel je nove opisne izraze in definiral njihov pomen z izredno natančnostjo. V poznih 1740-h je Linnaeus začel uporabljati vzporedni sistem poimenovanja vrst z nomina trivialia. Nomen triviale, navadno ime,  je bil eno- ali dvobeseden pridevek na robu strani ob večbesednem »znanstvenem« imenu. Edino pravilo, ki ga je Linnaeus uvedel zanj, je bilo, da mora biti kratek, v določenem rodu unikaten in da se ne sme spreminjati. Linnaeus je nomina trivialia dosledno uporabljal pri poimenovanju rastlinskih vrst v Species Plantarum (1. izdaja 1753) in pri poimenovanju živalskih vrst v 10. izdaji Systema Naturæ (1758).
Z dosledno uporabo teh vzdevkov je Linnaeus nomenklaturo ločil od opisov. Čeprav se je vzporedna uporaba nomina trivialia in večbesedna opisna imena nadaljevala do poznega osemnajstega stoletja, jo je postopoma nadomestila uporaba imen sestavljenih iz rodovnega imena in navadnega imena vrste. V devetnajstem stoletju je bila ta nova praksa kodificirana v prvih »Pravilih in Zakonih Nomenklature«; prva izd. Species Plantarum in 10. izdaja Systema Naturae sta bili izbrani kot začetni točki za »Botanične in Zoološke Nomenklature«. Ta dogovor o poimenovanju vrst je poznan kot binarna nomenklatura.

## Sodobni razvoj
Medtem ko je Linnaeus živa bitja klasificiral zaradi lažjega razpoznavanja, je danes splošno sprejeto, da mora klasifikacija izražati darvinistično načelo skupnega prednika. 
V 60.-ih se je začela razvijati smer kladistične taksonomije (imenovane tudi kladistika ali kladizem), ki taksone ureja v evolucijsko drevo. Če takson vključuje vse potomce neke predniške oblike, ga imenujemo monofiletični, sicer pa parafiletični. Drugačne skupine so polifiletične. 
V razvoju je tudi nov nomenklaturna koda PhyloCode, ki ne obravnava kladov, temveč taksone. Kakšno bo razmerje med tem in drugimi predpisi, še ni jasno.
Razmeroma nove skupine so tudi domene (tudi gospostvo, cesarstvo; latinsko imperium - izvršna oblast). Sistem treh domen je bil prvič predlagan leta 1990, vendar se je uveljavil šele pozneje. Danes ga sprejema večina biologov, pomembna manjšina pa uporablja metodo petih kraljestev. Pomembna značilnost metode treh domen je ločitev arhej (Archaea) in bakterij (Bacteria), ki so jih prej združevali v eno samo kraljestvo Bacteria (včasih Monera). Nekateri redki znanstveniki obravnavajo arheje kot šesto kraljestvo, metodo domen pa zavračajo.

## Zgledi
Sledi običajna klasifikacija petih vrst: vinska mušica, ki je zelo pomembno vplivala na razvoj genetike (Drosophila melanogaster), človek (Homo sapiens),  navadni grah, ki ga je pri svojih poskusih uporabil Gregor Mendel (Pisum sativum), rdeča mušnica (Amanita muscaria) in bakterija Escherichia coli. Osem glavnih ravni je zapisanih krepko, podane pa so tudi nekatere dodatne ravni.
| Raven      | vinska mušica   | človek      | navadni grah    | rdeča mušnica      | E. coli             |
| ---------- | --------------- | ----------- | --------------- | ------------------ | ------------------- |
| domena     | Eukarya         | Eukarya     | Eukarya         | Eukarya            | Bacteria            |
| kraljestvo | Animalia        | Animalia    | Plantae         | Fungi              | Bacteria            |
| deblo      | Arthropoda      | Chordata    | Magnoliophyta   | Basidiomycota      | Proteobacteria      |
| poddeblo   | Hexapoda        | Vertebrata  | Magnoliophytina | Hymenomycotina     |                     |
| razred     | Insecta         | Mammalia    | Magnoliopsida   | Homobasidiomycetae | Proteobacteria      |
| podrazred  | Pterygota       | Eutheria    | Magnoliidae     | Hymenomycetes      | Gammaproteobacteria |
| red        | Diptera         | Primates    | Fabales         | Agaricales         | Enterobacteriales   |
| podred     | Brachycera      | Haplorrhini | Fabineae        | Agaricineae        |                     |
| družina    | Drosophilidae   | Hominidae   | Fabaceae        | Amanitaceae        | Enterobacteriaceae  |
| poddružina | Drosophilinae   | Homininae   | Faboideae       | Amanitoideae       |                     |
| rod        | Drosophila      | Homo        | Pisum           | Amanita            | Escherichia         |
| vrsta      | D. melanogaster | H. sapiens  | P. sativum      | A. muscaria        | E. coli             |

Opombe:
- Višji in posebno vmesni taksoni se z odkrivanjem novih podatkov o razmerjih med živimi bitji pogosto spremenijo. Tako se ob bok tradicionalne klasifikacije primatov (razred Mammalia — podrazred Theria — infrarazred Eutheria — red Primates) postavljajo nove klasifikacije, kot npr. avtorjev McKenna in Bell (razred Mammalia — podrazred Theriformes — infrarazred Holotheria — red Primates). Za podrobno razlago glej članek klasifikacija sesalcev. Vzrok za razlike so predvsem majhno število ravni, ki so na razpolago, in veliko število razvejitev v fosilnih ostankih.

- Znotraj vrst je mogoče razpoznati še podrobnejše skupine. Živali tako lahko razvrščamo npr. še v podvrste (npr. Homo sapiens sapiens, sodobni človek) ali morfe (npr. Corvus corax varius morpha leucophaeus, krokar). Rastline lahko nadalje ravrščamo v podvrste (npr. Pisum sativum subsp. sativum, vrtni grah) ali varietete (npr. Pisum sativum var. macrocarpon, snežni grah), pri čemer dobijo kultivirane rastline ime kultivarja (npr. Pisum sativum var. macrocarpon 'Snowbird'). Bakterije lahko razvrščamo po sevu (npr. Escherichia coli O157:H7, tj. sev, ki lahko povzroči zastrupitev s hrano).

## Končnice imen
Taksoni nad ravnijo rodu dobijo pogosto imena s standardno končnico na temelju tipskega rodu. Končnice, ki se pri tem uporabljajo, so odvisne od kraljestva, ponekod tudi od debla in razreda, in so podane spodaj.
| Raven              | rastline | živali    | glive      | živali |
| ------------------ | -------- | --------- | ---------- | ------ |
| deblo              | -phyta   | -phyta    | -mycota    |        |
| poddeblo           | -phytina | -phytina  | -mycotina  |        |
| razred             | -opsida  | -phyceae  | -mycetes   |        |
| podrazred          | -idae    | -phycidae | -mycetidae |        |
| nadred             | -anae    | -anae     | -anae      |        |
| red                | -ales    | -ales     | -ales      |        |
| podred             | -ineae   | -ineae    | -ineae     |        |
| infrared           | -aria    | -aria     | -aria      |        |
| naddružina         | -acea    | -acea     | -acea      | -oidea |
| družina            | -aceae   | -aceae    | -aceae     | -idae  |
| poddružina         | -oideae  | -oideae   | -oideae    | -inae  |
| pleme/infradružina | -eae     | -eae      | -eae       | -ini   |
| podpleme           | -inae    | -inae     | -inae      | -ina   |

Opombe:
- Botanična in mikološka imena na ravni družine in pod njo temeljijo na imenu rodu, včasih imenovanem tipski rod, in dobijo standardno končnico. Družina vrtnic Rosaceae se imenuje po rodu Rosa in ima standardno končnico za družine »-aceae«. Imena nad ravnijo družine se tvorijo iz imena družine ali pa so opisna (npr. Gymnospermae ali Fungi).

- Pri razvrščanju živali se standardne pripone uporabljajo samo za taksone do ravni naddružine (ICZN, člen 27.2).

- Višjih imen ni vedno mogoče oblikovati premočrtno na osnovi rodovnega imena. Tako ima npr. latinska beseda »homo« rodilniško obliko »hominis«, zato je rod »Homo« (človek) v družini Hominidae in ne »Homidae«.

## Avtoriteta (navedba avtorja)
Imenu vsakega taksona lahko sledi »avtoriteta« za ime, tj., ime avtorja, ki je prvi objavil veljaven opis tega taksona. Ta imena so pogosto okrajšana. Za Linnaeus se splošno uporablja okrajšava »L.«, poleg tega v botaniki obstaja reguliran seznam standardnih končnic (glej seznam botanikov po okrajšavi avtorja). V drugih vejah biologije je sistem za pripis avtorja nekoliko drugačen. Zoologiji in botaniki je skupno, da navajata ime avtorja v oklepaju, če se je poimenovanje po prvem opisu taksona spremenilo - vedno pa je naveden izvirni avtor.